# Bar Sport (film)
Bar Sport è un film del 2011, diretto da Massimo Martelli, tratto dall'omonimo libro di Stefano Benni.
Il film è uscito nelle sale italiane il 21 ottobre 2011.

## Trama
Il film, ambientato alla metà degli anni settanta, racconta episodi di vita quotidiana che coinvolgono clienti abituali e avventori di un modesto bar della provincia bolognese.
Da una gita fuori porta per pranzare in un angusto agriturismo consigliato da uno dei clienti, a sfortunate trasferte per seguire il Bologna, fino ai racconti delle gesta di improbabili e surreali campioni sportivi, per poi concludere con la classica riffa natalizia organizzata dal gestore: a far da cornice a tutto ciò c'è sempre il Bar Sport.

## Produzione
Il film è stato girato nel centro di Sant'Agata Bolognese dopo averne adattato gli esterni.